# Scontri stellari oltre la terza dimensione
Scontri stellari oltre la terza dimensione (Starcrash) è un film del 1978 diretto da Luigi Cozzi con lo pseudonimo di Lewis Coates. 
Il film, girato sulla scia del grande successo di fantascienza Guerre stellari, è ricordato per le musiche di John Barry.

## Trama
Una nave spaziale dell'Imperatore dell'universo viene attaccata da un'arma sconosciuta che ne provoca la distruzione, non senza che prima tre moduli di salvataggio se ne siano distaccati. L'avventuriera fuorilegge Stella Star e il suo inseparabile amico Akton, dotato di poteri speciali, si imbattono in una delle navicelle alla deriva ma non fanno in tempo a scoprire l'identità dell'occupante che vengono catturati dalle astronavi della polizia e condannati ai lavori forzati su due pianeti diversi.
Poco tempo dopo tuttavia, grazie alle loro riconosciute abilità di pilota e di navigatore, i due compagni vengono graziati dall'imperatore cosmico e assoldati per aiutarlo a difendere il regno dal terribile Conte Zarth Arn, dispotico tiranno pronto a tutto pur di dominare l'intero universo. L'imperatore li invia, assieme al fedele robot Elle e al Capo della polizia Thor, alla ricerca del pianeta fantasma dove il Conte ha la sua base segreta, per distruggerla.
Seguendo la traccia dei moduli di salvataggio Stella e Elle atterrano su un pianeta dominato da un popolo di donne amazzoni che li catturano in quanto alleate del Conte Zarth Arn. Riescono a fuggire e, dopo aver affrontato un mostro meccanico enorme, si rifugiano sulla loro astronave e distruggono tutte le astronavi delle amazzoni lanciate al loro inseguimento. In seguito rintracciano un altro modulo su un pianeta perennemente immerso nel ghiaccio ma Stella ed Elle possono solo constatare la morte di tutti gli occupanti.
Nel frattempo Thor si rivela essere un traditore, fedele al Conte Zarth Arn, e cerca di ripartire lasciando i due esploratori al freddo esterno, certo che non sopravviveranno. Akton riesce tuttavia ad uccidere il traditore e a recuperare Stella ed Elle, che è riuscito a proteggere le funzioni vitali della donna e a mantenerla in vita. L'utilizzo dei poteri del giovane la fa riprendere completamente così possono ripartire.
Infine Stella atterra assieme a Elle in un pianeta abitato da grotteschi uomini primitivi, che distruggono il robot e prendono Stella prigioniera conducendola in un labirinto di grotte. Stella viene salvata da un personaggio mascherato, che si rivela essere il giovane Raima figlio dell'Imperatore, unico sopravvissuto della missione imperiale alla ricerca del pianeta fantasma. I due vengono raggiunti da Akton, che rivela loro che il pianeta in cui si trovano, Diamantia, è proprio quello che stavano cercando.
Penetrati nella base segreta del Conte Zarth Arn apparentemente vuota, i tre vengono fermati dallo stesso Conte e dalle sue truppe, il quale gli rivela l'intenzione di far esplodere il pianeta assieme all'imperatore che sta sopraggiungendo in loro aiuto; il Conte li lascia quindi prigionieri di due "Golem" robotici. Akton si sacrifica per permettere a Stella e Raima di fuggire. Nel frattempo giunge l'Imperatore, che trova il modo di garantire la fuga a tutti prima della distruzione del pianeta.
Tornato alla base, l'imperatore intende sconfiggere il Conte con un attacco a sorpresa alla sua base spaziale, ma l'azione delle truppe imperiali viene vanificata dalla strenua difesa dei ribelli. L'unica speranza è quindi condurre un attacco suicida con un'intera nave spaziale contro la base del Conte. Stella e Raimi, assieme al rigenerato robot Elle, riescono nell'impresa e l'universo potrà così godere di un periodo di pace.

## Produzione
In una intervista del 1977 per la rivista Variety, il regista Luigi Cozzi descrisse Scontri stellari oltre la terza dimensione come "science fantasy" in opposizione alla fantascienza. Cozzi affermò inoltre che seppure la gente ipotizzi che Scontri stellari fosse un tentativo di capitalizzare la popolarità di Guerre stellari, la progettazione dell'immagine e il suo copione sono stati sviluppati prima dell'uscita del film di George Lucas. Il produttore e sceneggiatore del film Nat Wachsberger e suo figlio, il produttore Patrick Wachsberger, che aveva appena sviluppato la compagnia di produzione statunitense Film Enterprises Productions, firmarono il contratto per il film nel maggio 1977 durante il Festival di Cannes, dopo avere visto del lavoro esemplificativo sviluppato di Cozzi per gli investitori.
La maggior parte delle riprese si svolse negli studi di Cinecittà a Roma. The Hollywood Reporter scrisse che le riprese ebbero luogo anche in Marocco, Tunisia e a Hollywood. Era previsto che il film fosse completato entro la metà di dicembre del 1977. Il budget fu il corrispettivo di 4 milioni di dollari.
L'attore Christopher Plummer disse della produzione del film: "Datemi Roma tutti i giorni. Farò anche dei porno a Roma, fintanto che riesco a stare a Roma. Arrivare a Roma fu la cosa più importante che accadde quella volta per quanto mi riguarda. Penso che si svolse tutto in tre giorni circa a Roma quella volta. Fu girato tutto in una volta sola". Rispetto al suo ruolo di Imperatore, disse, "Come fai a fare la parte dell'Imperatore dell'Universo? Che ruolo meraviglioso da recitare. Mette Dio in un momento molto rischioso, vero? È molto insicuro, Dio, quando l'Imperatore è in giro".
Cozzi dichiarò che le miniature erano state completate da artisti italiani, mentre gli sviluppatori americani erano stati assunti per gli effetti speciali, tra cui la fotografia subacquea, la fotografia al computer e gli effetti meccanici. Le riprese richiesero oltre sei mesi e furono spesso interrotte a causa di problemi di finanziamento. Il film venne originariamente realizzato per l'American International Pictures, ma, dopo aver visto il montaggio finale, questa rifiutò di distribuirlo. Subentrò al suo posto la New World Pictures.

## Distribuzione
Il film uscì in Germania Ovest il 21 dicembre 1978, in Italia il 15 gennaio 1979, negli USA il 9 marzo 1979 e in Francia il 28 marzo 1979. Nel mercato internazionale è stato distribuito con i titoli Starcrash, The Adventures of Stella Star, Female Space Invaders.

## Accoglienza
La pellicola fu accolta alla sua uscita da recensioni caustiche, ma nel corso del tempo ha raccolto un certo seguito da parte dei fan ed è in parte stata rivalutata dalla critica anglosassone. È ricordata per le musiche di John Barry.

### Critica
Chiavini, Pizzo e Tetro (2001) scrivono che "pur nell'inferiorità di mezzi, il film di Cozzi resta un divertente viaggio nella space opera di gran moda nell'epoca d'oro della fantascienza, colmo di omaggi e citazioni".
Fantafilm definisce la pellicola "una folle girandola di situazioni che attingono a Flash Gordon, Barbarella, Star Trek, Guerre stellari (e l'elenco potrebbe continuare), condotta (pensiamo) volutamente su toni da parodia. I personaggi, appena abbozzati, vivono un'avventura in uno spazio intergalattico surrealmente illuminato da stelle e pianeti multicolori o si aggirano tra scenografie di cartapesta. Combattono contro scheletrici robot armati che fanno il verso alle creazioni di Harryhausen, contro inguardabili trogloditi e viaggiano a bordo di astronavi giocattolo."